# Falcetto (araldica)
Il falcetto in araldica ha la stessa simbolica della falce, ma è prevalente il significato di lavoro operoso.

Falcetto d'argento manicato d'oro (Freienwil, Svizzera)
Falcetto d'argento rivoltato (Gebenstorf, Svizzera)
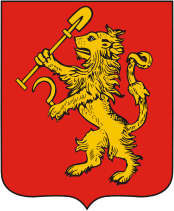
Falcetto d'oro (Krasnojarsk, Russia)
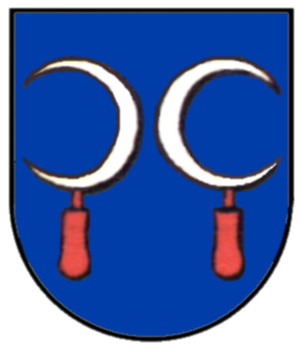
D'azzurro, a due falcetti addossati d'argento manicati di rosso (Wolfartsweier, Germania)
Falcetto rivoltato d'azzurro manicato di rosso (Offwiller, Francia)
Di rosso, a tre falcetti da vignaiolo d'oro manicati di nero (Herblay, Francia)
D'argento, alla fascia di rosso, accompagnata in capo da tre falcetti dello stesso posti in banda

## Posizione araldica ordinaria
Il falcetto si rappresenta con il manico a sinistra in basso e la lama con la concavità volta a destra.

## Attributi araldici
Manicato è il falcetto con il manico di smalto diverso.